# Розьер-ан-Э
Розье́р-ан-Э (фр. Rosières-en-Haye) — коммуна во французском департаменте Мёрт и Мозель региона Лотарингия. Относится к  кантону Домевр-ан-Э.	

## География

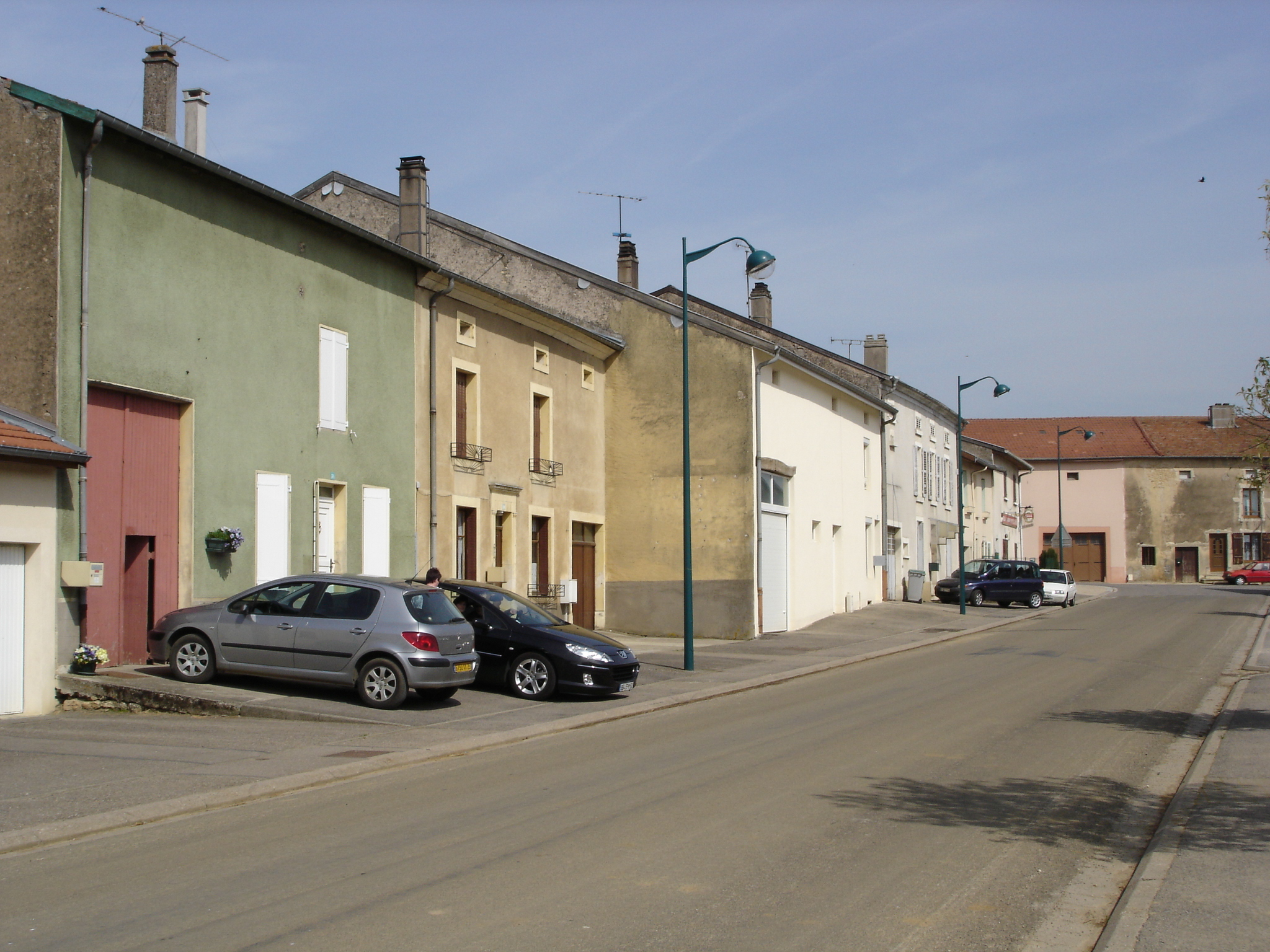
Розьер-ан-Э.

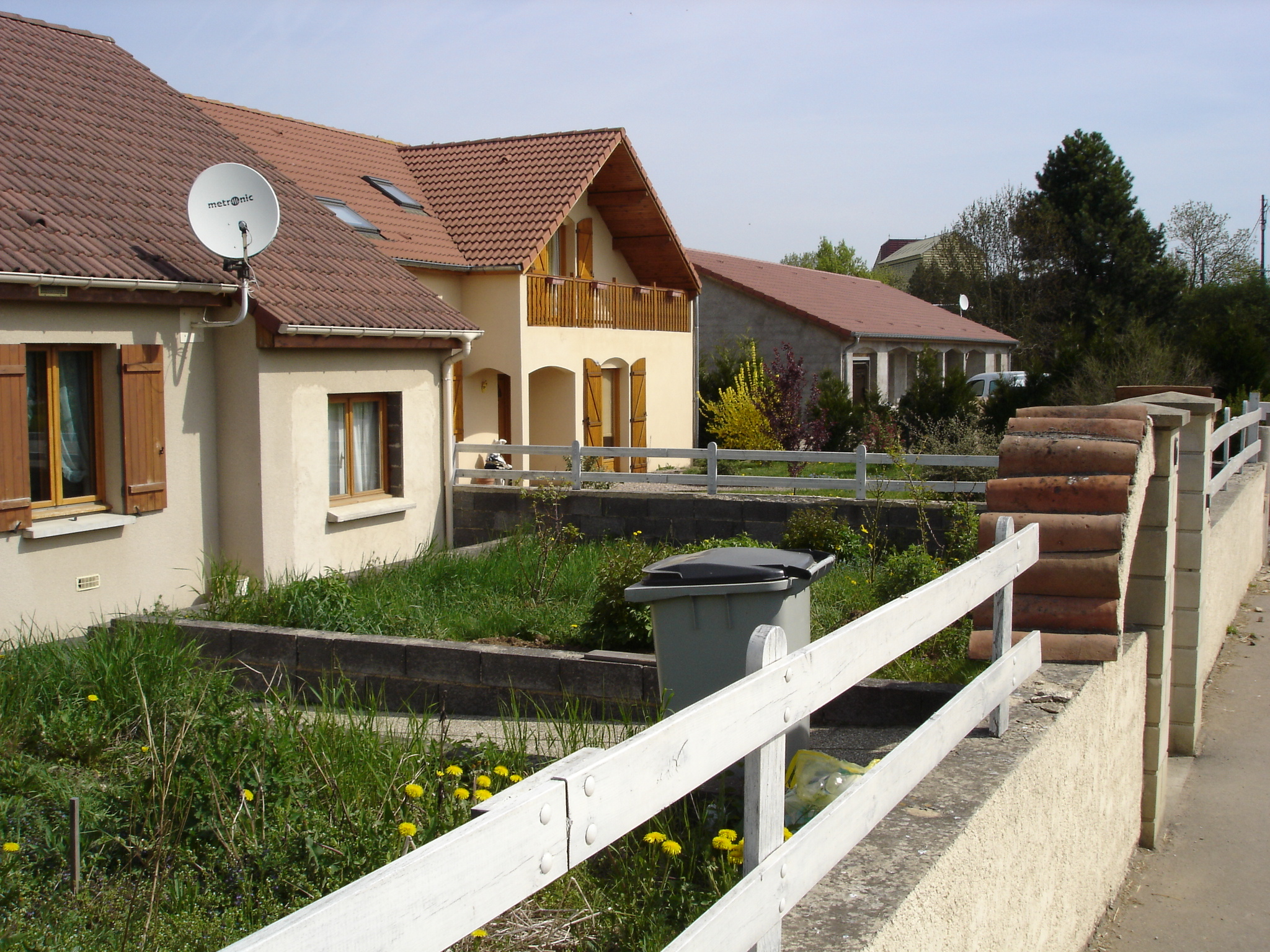
Розьер-ан-Э.

Розьер-ан-Э расположен в 18 км к северо-западу от Нанси. Соседние коммуны: Сезре на востоке, Жайон и Авренвиль на юго-западе, Манонкур-ан-Вуавр на западе, Трамблекур, Домевр-ан-Э и Рожевиль на северо-западе.
На юго-западе от коммуны находится бывшая военно-воздушная база 136 Туль-Розьер.

## История
- Здесь проходила древнеримский тракт Лион-Трир. Разрушен в 1738 году при прокладке современной дороги.

## Демография
Население коммуны на 2010 год составляло 237 человек.
| 1962 | 1968 | 1975 | 1982 | 1990 | 1999 | 2010 |
| ---- | ---- | ---- | ---- | ---- | ---- | ---- |
| 831  | 499  | 343  | 451  | 239  | 259  | 237  |

## Достопримечательности
- Церковь XVIII века с элементами XVI века.